# Silas Nwankwo
Silas Nwankwo (* 12. Dezember 2003) ist ein nigerianischer Fußballspieler.

## Karriere
Silas Nwankwo erlernte das Fußballspielen in Jugendmannschaft vom Crown FC. Am 1. Juli 2019 unterschrieb er einen Vertrag beim Sunshine Stars FC. Der Verein aus Akure spielte in der ersten nigerianischen Liga. Für die Stars stand er elfmal in der ersten Liga auf dem Spielfeld. Am 1. Juli 2020 wechselte er zum Ligakonkurrenten Nasarawa United FC nach Lafia. In der Saison 2020/21 stand er 35-mal auf dem Spielfeld. Mit 19 Toren wurden er und der für Akwa United spielende Charles Atshimene Torschützenkönig der Liga. Für Nasawara bestritt er insgesamt 43 Ligaspiele. Anfang Februar 2022 ging er nach Europa. Hier unterschrieb er einen Vertrag beim schwedischen Verein Mjällby AIF. Der Verein aus Mjällby spielt in der ersten schwedischen Liga, der Fotbollsallsvenskan.

## Auszeichnungen
Nigeria Professional Football League
- Torschützenkönig: 2020/21